# Tracy Chapman
Tracy Chapman,  (Cleveland, Ohio, 30. ožujka 1964.) američka je pjevačica i tekstopisac. Osvojila je četiri Grammyja i prodala je nekoliko platinastih ploča. Poznata je po svojoj sposobnosti pisanja jakih i tekstova punih značenja. Postaje poznata s pjesmom Fast Car koju je objavila 1987. Kompilaciju Greatest Hits objavila je 20. studenog 2015. godine.
Chapman je uvijek bila politički svjesna i dosta njenih pjesama govori o potrebi za pravdom, npr. u pjesmi Talking Bout A Revolution kao i u pjesmama o nasilju nad ženama. Sudjelovala je u skupljanju novca za anti-apartheid pokret u Južnoj Africi, i zahvaljujući svom aktivizmu postala je počasni doktor na Sveučilištu Tufts.

## Diskografija
- 1988. – Tracy Chapman
- 1989. – Crossroads
- 1992. – Matters of the Heart
- 1995. – New Beginning
- 2000. – Telling Stories
- 2001. – Collection
- 2003. – Let It Rain
- 2005. – Where You Live
- 2008. – Our Bright Future

## Vanjske poveznice
- Službene stranice